# NXT TakeOver: Tampa Bay
NXT TakeOver: Tampa Bay doveva essere la ventinovesima edizione della serie NXT TakeOver, prodotta dalla WWE per il suo settore di sviluppo, NXT, e doveva essere trasmessa live sul WWE Network.
L'evento, in origine, si sarebbe dovuto svolgere il 4 aprile 2020 all'Amalie Arena di Tampa (Florida), ma a causa della pandemia di COVID-19 l'evento è stato posticipato e successivamente cancellato. I match in programma sono stati riprogrammati all'interno di alcune puntate di NXT a partire dall'8 aprile 2020.

## Antefatto
La serie di NXT TakeOver, riservata ai lottatori di NXT (settore di sviluppo della WWE), è iniziata il 29 maggio 2014, con lo show tenutosi alla Full Sail University di Winter Park (Florida) e trasmesso in diretta sul WWE Network. I Dark Match sono contati dalla WWE come taping per la prossima puntata di NXT.